# Wilkostów
Wilkostów – wieś w Polsce położona w województwie dolnośląskim, w powiecie średzkim, w gminie Miękinia.

## Podział administracyjny
W latach 1975–1998 miejscowość administracyjnie należała do województwa wrocławskiego.

## Zabudowa
Wieś folwarczna powstała w oparciu o zabudowę dróg prowadzących do założenia dworsko-folwarcznego, znajdującego się we wschodniej części wsi. Historyczna zabudowa wsi zachowana jest w niewielkim stopniu, istniejąca pochodzi z lat 30. XX wieku. Zabudowa współczesna o chaotycznym układzie nie utrzymuje historycznej linii zabudowy.